# Cilindro de O'Neill

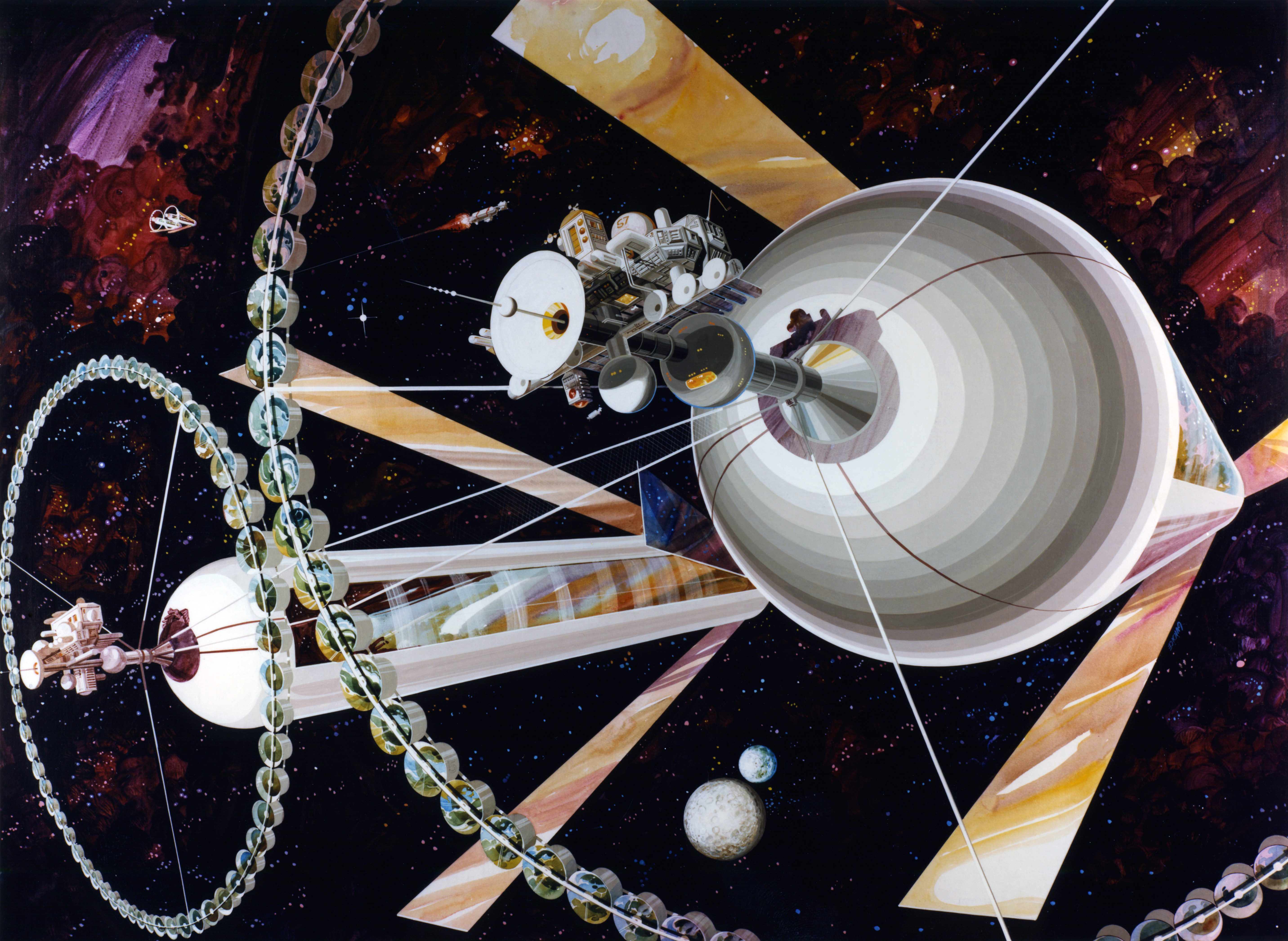
Um par de cilindros de O'Neill

Um cilindro de O'Neill, também chamado de colônia de O'Neill e Ilha Três, é um tipo de habitação espacial criado e proposto pelo físico Gerard K. O'Neill em seu livro The High Frontier: Human Colonies in Space (1976).
Um "cilindro de O'Neill" é formado em dois enormes cilindros que rodam em sentidos contrários, cada um com 8 km de diâmetro e 32 km de comprimento, interconectados nas pontas por um eixo através de um sistema de rolamentos. O objetivo da rotação é prover gravidade artificial via força centrífuga nas superfícies interiores dos cilindros.

## História
Enquanto ensinava física na Universidade de Princeton, O'Neill propôs aos seus estudantes que concebessem enormes estruturas no espaço com o objetivo de mostrar que viver ali poderia ser algo desejável. Diversas das arquiteturas propostas eram capazes de prover áreas grandes o suficiente para a vida humana com conforto. Este resultado cooperativo inspirou a ideia de um cilindro e foi publicada por O'Neill em um artigo de setembro de 1974 na Physics Today

### Ilhas Um, Dois e Três
O'Neill criou três diferentes projetos:

## Gravidade artificial

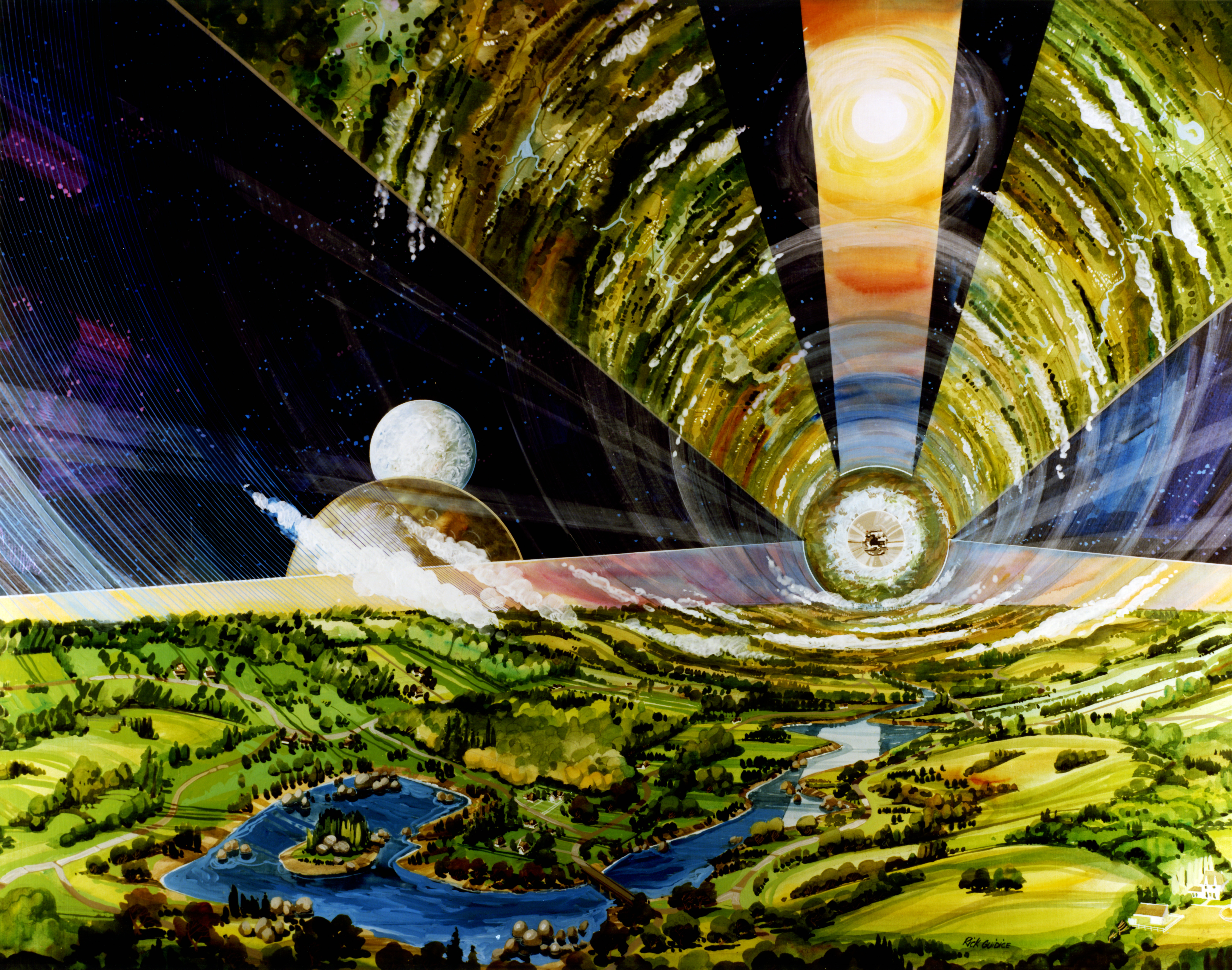
Visão interna mostrando as seções alternadas de "janelas" e "terra" numa Ilha Três

## Atmosfera e radiação

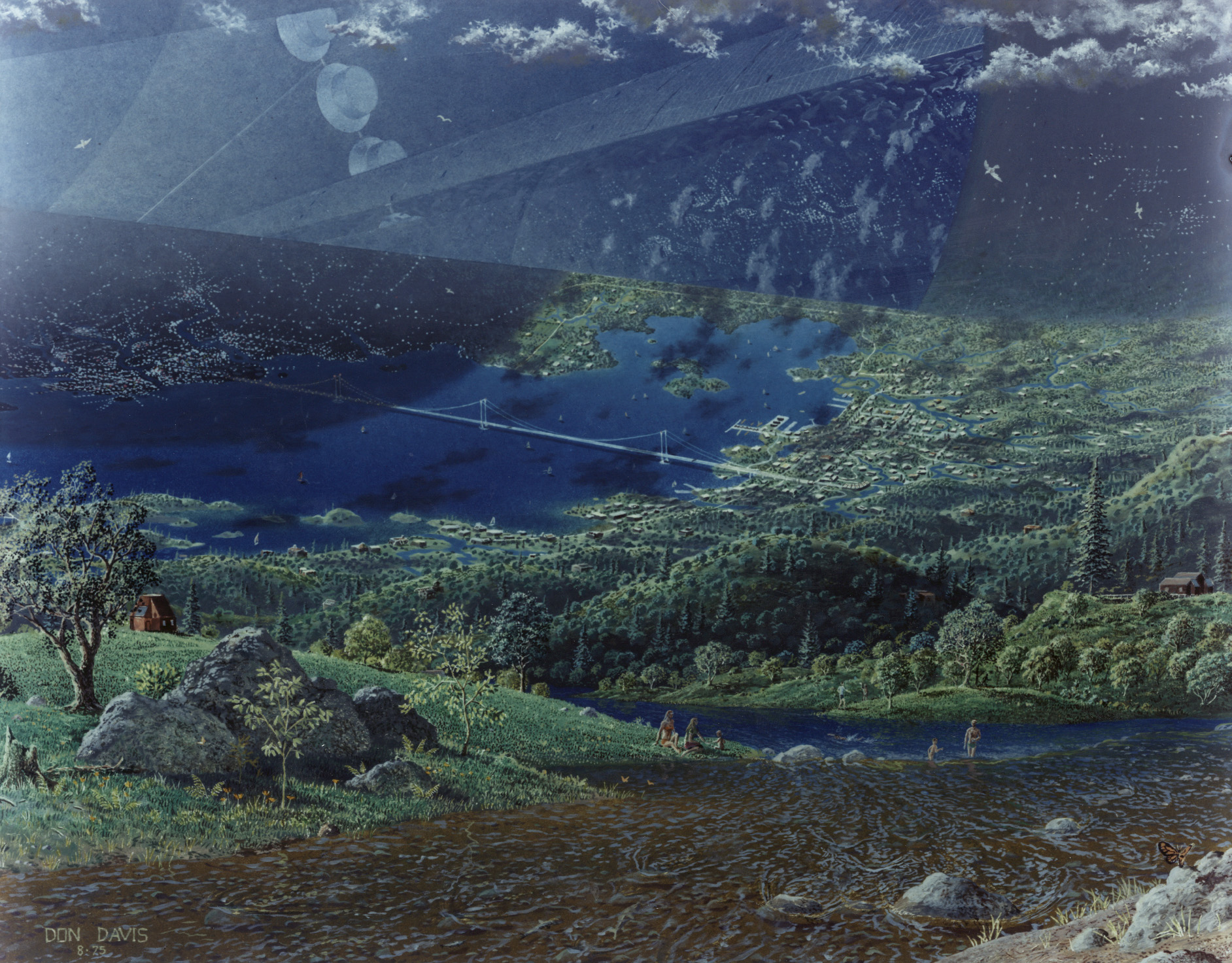
Visão artística de uma colônia espacial no formato de uma Colônia de O'Neill.
NASA ID number AC75-1883.